# ترانغ بانغ
ترانغ برانغ هي مدينة من مدن فيتنام تابعة لمحافظة تاي ننه في جنوب شرق فيتنام. يبلغ عدد سكانها 150,716 نسمة وذلك حسب إحصائيات سنة 2003. تبلغ مساحتها 338 كم².
اشتهرت المنطقة بسبب التقاط صورة الطفلة الفيتنامية فان ثي كيم فوك فيها في فترة حرب الفيتنام عام 1972.

## أعلام
- فان ثي كيم فوك